# André Patry
| 1509 Esclangona | 21 dicembre 1938 |
| 1510 Charlois   | 22 febbraio 1939 |
| 1515 Perrotin   | 15 novembre 1936 |
| 1516 Henry      | 28 gennaio 1938  |
| 1539 Borrelly   | 29 ottobre 1940  |
| 1756 Giacobini  | 24 dicembre 1937 |
| 1797 Schaumasse | 15 novembre 1936 |
| 3142 Kilopi     | 9 gennaio 1937   |
| 4162 SAF        | 24 novembre 1940 |

André Patry (22 novembre 1902 – 20 giugno 1960) è stato un astronomo francese.
Assunto diciassettenne da Gaston Fayet all'Osservatorio di Nizza, vi lavorò per tutta la vita dopo essersi laureato all'Accademia francese delle scienze.
Molto del suo lavoro fu centrato sul ricalcolo delle orbite per ritrovare asteroidi osservati ma ritenuti perduti: complessivamente contribuì al ritrovamento di 252 asteroidi.
Il Minor Planet Center gli accredita le scoperte di nove asteroidi, effettuate tra il 1936 e il 1940.
Gli è stato dedicato l'asteroide 1601 Patry.